# Король говорит!
«Коро́ль говори́т!» (англ. The King’s Speech; дословный перевод: «Речь короля́») — художественный фильм Тома Хупера по сценарию Дэвида Сайдлера в жанре исторической драмы об избавлении короля Великобритании Георга VI от заикания при помощи логопеда Лайонела Лога.
Фильм вышел в ограниченный прокат США 26 ноября 2010 года в четырёх кинотеатрах, а к концу года картина перешла в широкий прокат и её релиз был расширен до 700 площадок. В России премьера состоялась 24 февраля 2011 года.
При производственном бюджете в 15 млн $ «Король говорит!» к 15 апреля 2011 года уже собрал свыше 400 млн по всему миру, при этом также картина установила рекорд выручки с одного кинотеатра за выходные для 2010 года, собрав в дебютную трёхдневку 355 450 $ в четырёх кинотеатрах, что в среднем составляет 88 863 $ с площадки.
В сентябре 2010 года лента Тома Хупера была удостоена приза зрительских симпатий на международном кинофестивале в Торонто, а Голливудская ассоциация иностранной прессы номинировала «Король говорит!» на премию «Золотой глобус» в 7 номинациях, что является наибольшим среди всех представленных картин. Награды удостоился актёр Колин Фёрт за лучшую роль в драме. Среди номинантов на премию Британской киноакадемии «Король говорит!» также стал лидером. Фильм был заявлен в 14 категориях и назван лучшим в семи из них, в том числе как «Лучший фильм» и «Лучший британский фильм». Колин Фёрт, Джеффри Раш и Хелена Бонэм Картер, номинированные в актёрских категориях, также получили награды. На церемонии «Оскар» фильм был номинирован в 12 категориях и одержал победу в четырёх из них, в том числе как «Лучший фильм».

## Описание сюжета

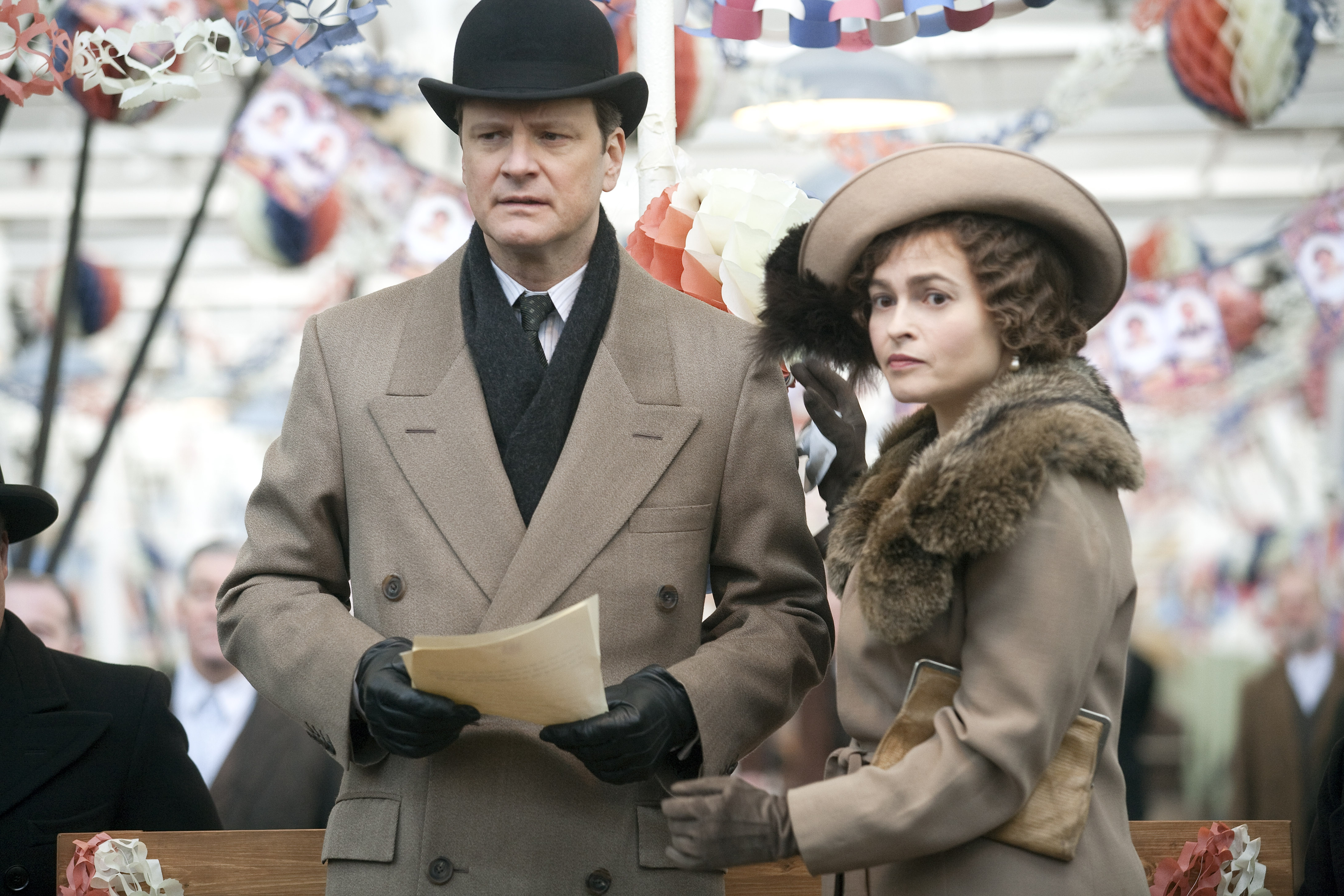
Колин Фёрт и Хелена Бонэм Картер в роли герцога и герцогини Йоркских

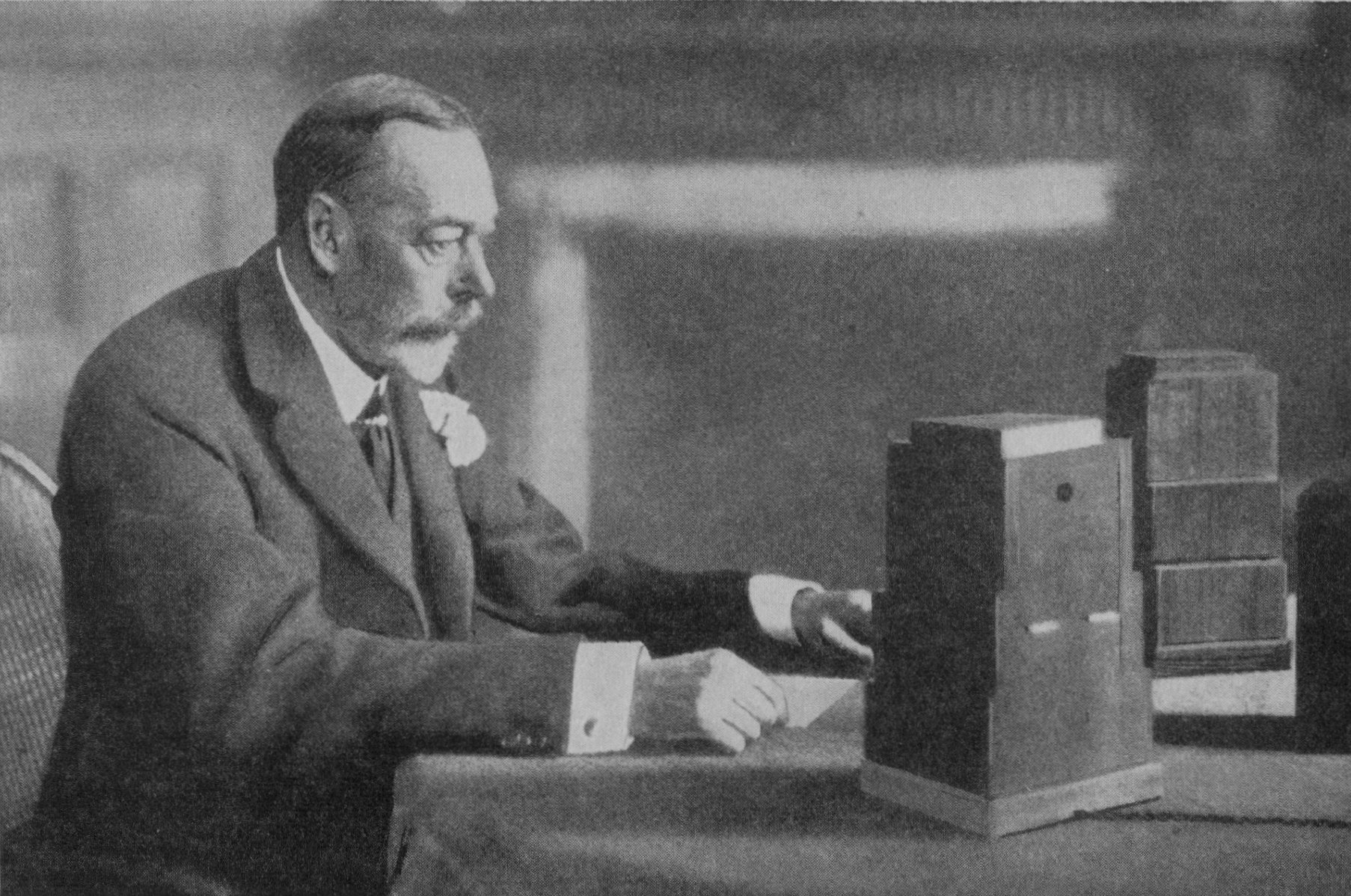
Георг V передаёт по радио Королевское Рождественское послание 1934 года

В 1925 году 29-летний Альберт Фредерик Артур Георг, герцог Йоркский, второй сын британского короля Георга V, по просьбе своего отца выступает перед зрителями, собравшимися на стадионе «Уэмбли», и радиослушателями с заключительной речью на Британской имперской выставке. Выступление получается кошмарным: Альберт сильно заикается и делает долгие паузы, часть его слов остаётся непонятной для большинства слушателей.
В течение девяти следующих лет Берти, как называют принца Альберта его домашние, пытался решить проблемы с заиканием, посещая сеансы различных логопедов. После очередного неудачного сеанса, едва не подавившись шариками, которыми он набил рот по требованию логопеда, Берти заявляет, что больше не будет ни у кого лечиться от своего недуга.
Однажды его супруге, герцогине Елизавете, рекомендуют живущего в Лондоне малоизвестного австралийского специалиста Лайонела Лога, актёра-любителя, чьи методы спорны, неортодоксальны и противоречивы, но поразительно часто дают желаемый результат. Она обращается к Логу, представившись ему как миссис Джонсон (именно под этой фамилией герцог Йоркский воевал в Первую мировую войну), и просит приехать к ней и встретиться с мужем. Лог отвечает, что все занятия могут проходить только у него дома и никакие исключения не допускаются — даже когда «миссис Джонсон» рассекречивает имя мужа. Елизавета, поражённая этим, с трудом уговаривает Альберта прийти на приём.
Уже при первой встрече герцог вынужден столкнуться с принципиальностью Лога; особенно потрясает его требование обращаться друг к другу по имени — Берти и Лайонел, нарушающее все каноны официального протокола (хотя к супруге своего пациента Лайонел неизменно обращается «ваше королевское высочество»). Берти сначала отказывается обсуждать что-либо кроме собственно упражнений, однако, умело и ненавязчиво направляемый Логом, в конце концов рассказывает, что заикаться начал, когда ему было «года четыре-пять», но если говорит сам с собой или поёт, то не заикается. Лайонел разносит в пух и прах методики прежних врачей-логопедов, которых посещал Альберт, и просит того бросить курение, прописанное одним из них для расслабления, поскольку оно «сведёт в могилу» (через несколько десятилетий так и случится).
На первом занятии Лог предлагает герцогу прочитать монолог «Быть или не быть» из трагедии Уильяма Шекспира «Гамлет», при этом надев на принца наушники и включив на полную громкость увертюру Моцарта к «Свадьбе Фигаро», чтобы тот не мог слышать свой голос. Альберт не верит Логу, хотя на прощание логопед дарит ему пластинку с записью его речи. Позже герцог всё же прослушивает запись своего монолога, который он, как оказалось, прочитал без запинки и с немалым артистизмом (что совершенно поразило герцогиню), и в итоге после ещё нескольких неудач с публичными выступлениями решается всё-таки вернуться к Логу.
Логопед заставляет принца произносить скороговорки, развивать диафрагму и другие мускулы — кадры тренировок перемежаются кадрами выступления Альберта с речью о мануфактурном производстве, которую он, используя некоторые приёмы Лога, читает уже куда лучше, чем на Имперской выставке. В скором времени под эксцентричным руководством Лайонела у Берти намечается значительный прогресс в преодолении своего недуга. Альберта, однако, пугает то обстоятельство, что ему, возможно, придётся занять трон, поскольку его старший брат Дэвид — наследник британского престола — не пользуется популярностью в обществе из-за своих связей с готовящейся к разводу, но формально всё ещё замужней американкой Уоллис Симпсон. Отец Альберта, король Георг V, предупреждает, что скоро может начаться война, а Дэвид из-за своих сильных симпатий к гитлеровцам разрушит страну за год и погубит всю Великобританию. 20 января 1936 года Георг V умирает, и трон переходит к Дэвиду, который принимает имя Эдуард VIII. Однако он не собирается отказываться от своей идеи свадьбы с Уоллис, хотя по канонам англиканской церкви, главой которой является английский король, венчание с разведённой женщиной совершенно недопустимо.
Даже после стольких занятий Альберт, научившись говорить без запинок со многими людьми, всё ещё заикается при разговоре со своим братом, который до отречения всячески передразнивал его и упрекал в зависти. Берти рассказывает об этой ситуации Логу, говоря, что попытается сохранить трон за Дэвидом. Неполиткорректный австралиец позволяет себе дерзкий вопрос: возможно, в это сложное время именно Альберту самое место на троне? Принцу, воспитанному в духе безусловной лояльности старшему брату как будущему монарху, сама подобная постановка вопроса представляется чем-то, граничащим с государственной изменой. Возмущённый до глубины души, Берти ссорится с Лайонелом и заявляет, что больше сеансов не будет.
Супруга Лайонела, Мёртл Лог — она видит, что муж тяжело переживает ссору со своим многолетним пациентом, хотя понятия не имеет, кто этот пациент — убеждает его извиниться за необдуманные слова, но все попытки Лога переговорить с герцогом Йоркским безуспешны, человек с улицы просто не имеет доступа к члену королевской семьи. Тем временем, чтобы не допустить политического кризиса в стране и остаться вместе со своей возлюбленной, Эдуард VIII под давлением архиепископа Кентерберийского Космо Лэнга и премьер-министра Стэнли Болдуина принимает решение о добровольном отречении. 10 декабря того же года он официально отрекается от престола; новым королём становится Альберт, взявший в честь отца другое из своих четырёх имён — Георг VI.
Король Георг в конце концов признаётся самому себе, а затем и жене, что панически боится церемонии коронации — необходимости произнести официальную речь и все те традиционные, до запятой выверенные формулы, которые новый монарх должен озвучивать в ходе торжественного действа; Елизавета, ставшая королевой-консорт, уговаривает мужа возобновить занятия с Логом. Наконец Берти в сопровождении жены снова появляется в квартире Логов; мужчины уединяются в кабинете. Мёртл, вернувшаяся домой чуть раньше, чем планировала, неожиданно обнаруживает в своей столовой Её Королевское Величество королеву Елизавету, а вышедший из кабинета Лайонел не без гордости представляет потрясённой супруге своего давнего пациента — «Георга Шестого, короля».
Британские спецслужбы выявляют, что у Лога вообще нет ни степени доктора, ни даже сертификата о медицинском образовании. В Вестминстерском аббатстве, перед подготовкой к коронации, Георг обвиняет Лога в манипуляции и мошенничестве, но Лог убеждает короля, что у него есть большой опыт лечения австралийцев, пострадавших в ходе Первой мировой войны. Когда же Лог внезапно усаживается на древнее коронационное кресло и позволяет себе неуважительно отзываться о нём и Скунском камне, Георг VI срывается и произносит гневную, громкую и продолжительную тираду без единой запинки. Он заявляет о своём полном праве на престол, завершая речь словами «У меня есть голос!». Архиепископ Кентерберийский предлагает королю специалиста-логопеда с безупречной репутацией, но осознавший свою ошибку король настаивает, чтобы именно Лог помог ему с подготовкой к коронации. Коронация проходит с успехом, но Георгу VI теперь предстоит заниматься всеми делами, которые не завершил его брат, и готовиться к грядущему противостоянию с Германией. На просмотре кинохроники с выступлением Гитлера король, не понимающий по-немецки, всё же замечает, что фюрер обладает отменными ораторскими навыками.
3 сентября 1939 года премьер-министр Невилл Чемберлен объявляет войну Германии. Вечером того же дня под руководством Лога король выступает по радио, чтобы сплотить свой народ в это тяжёлое время: его девятиминутную речь напряжённо слушают присутствующие во дворце Елизавета с детьми, премьер-министр Чемберлен и первый лорд Адмиралтейства Черчилль, сидящие у радиоприёмников королева-мать и отрёкшийся от престола брат Дэвид с женой Уоллис, семья Лога, толпа у Букингемского дворца и даже солдаты, готовящиеся к отправке на фронт. Король говорит! Спокойно, убедительно и веско, каждым словом вселяя в подданных уверенность и гордость. Речь имеет колоссальный успех. Лог шутливо отмечает, что король запинался на «в», в ответ на что очень довольный и наконец-то расслабившийся Георг VI охотно отшучивается, что иначе никто бы не поверил, что это правда он. Берти называет Лайонела «мой друг», улыбнувшийся в ответ Лог первый раз за время занятий произносит «Ваше Величество». А королева Елизавета, с глубокой искренностью благодаря логопеда, впервые обращается к нему по имени: «Спасибо, …Лайонел» (в английском языке это равнозначно «переходу на ты»).
Георг VI с женой и дочерьми выходит на балкон Букингемского дворца, где венценосную семью приветствуют воодушевлённые толпы жителей Лондона. За спиной короля, не замечаемый никем, кроме нескольких посвящённых, скромно стоит Лайонел Лог.
Заключительные титры сообщают, что в ходе Второй мировой войны Лайонел Лог готовил Георга VI ко всем его публичным и радиовыступлениям, благодаря которым король стал живым символом британского сопротивления. В 1944 году за заслуги перед монархией Лог был награждён Королевским Викторианским орденом и тем самым возведён в рыцари. Лайонел и Берти оставались друзьями вплоть до самой смерти короля Георга.

## В ролях
| Актёр               | Роль                                                                              |
| ------------------- | --------------------------------------------------------------------------------- |
| Колин Фёрт          | Альберт, герцог Йоркский, затем — король Георг VI                                 |
| Хелена Бонэм Картер | Елизавета Боуз-Лайон, герцогиня Йоркская, затем — королева-консорт Великобритании |
| Фрея Уилсон         | принцесса Елизавета, старшая дочь Георга VI и Елизаветы Боуз-Лайон                |
| Рамона Маркес       | принцесса Маргарет, младшая дочь Георга VI и Елизаветы Боуз-Лайон                 |
| Майкл Гэмбон        | король Георг V, отец Эдуарда VIII и Георга VI                                     |
| Клер Блум           | Мария, жена Георга V, королева-мать                                               |
| Гай Пирс            | Дэвид, принц Уэльский, затем — король Эдуард VIII, позднее герцог Виндзорский     |
| Ив Бест             | Уоллис Симпсон, позднее — герцогиня Виндзорская                                   |
| Джеффри Раш         | Лайонел Лог                                                                       |
| Дженнифер Эль       | Мёртл Лог, жена Лайонела Лога                                                     |
| Дерек Джейкоби      | Космо Гордон Лэнг, архиепископ Кентерберийский                                    |
| Энтони Эндрюс       | Стэнли Болдуин, премьер-министр                                                   |
| Роджер Пэрротт      | Невилл Чемберлен, премьер-министр                                                 |
| Тимоти Сполл        | Уинстон Черчилль, первый лорд Адмиралтейства                                      |
| Эндрю Хавилл        | Роберт Вуд, технический руководитель трансляций радио BBC                         |
| Эдриан Скарборо     | диктор радио BBC                                                                  |

## Саундтрек
| №   | Название                                                              | Композитор              | Длительность |
| --- | --------------------------------------------------------------------- | ----------------------- | ------------ |
| 1.  | «Lionel and Bertie»                                                   | Александр Деспла        | 2:10         |
| 2.  | «The King's Speech»                                                   | Александр Деспла        | 3:54         |
| 3.  | «My Kingdom, My Rules»                                                | Александр Деспла        | 2:51         |
| 4.  | «The King Is Dead»                                                    | Александр Деспла        | 2:06         |
| 5.  | «Memories of Childhood»                                               | Александр Деспла        | 3:36         |
| 6.  | «King George VI»                                                      | Александр Деспла        | 3:05         |
| 7.  | «The Royal Household»                                                 | Александр Деспла        | 1:43         |
| 8.  | «Queen Elizabeth»                                                     | Александр Деспла        | 3:35         |
| 9.  | «Fear and Suspicion»                                                  | Александр Деспла        | 3:24         |
| 10. | «The Rehearsal»                                                       | Александр Деспла        | 1:42         |
| 11. | «The Threat of War»                                                   | Александр Деспла        | 3:56         |
| 12. | «Speaking Unto Nations» (Symphony No. 7 — Allegretto)                 | Людвиг ван Бетховен     | 5:02         |
| 13. | «Epilogue» (Piano Concerto No. 5 — Adagio un poco mosso)              | Людвиг ван Бетховен     | 3:56         |
| 14. | «The Logue Method» (The Marriage of Figaro, Clarinet Concerto mvt. 1) | Вольфганг Амадей Моцарт | 3:45         |

- 14-й трек вошёл в издание International Version.

## Реакция кинокритиков
Фильм удостоился признания критиков. На сайте Rotten Tomatoes он получил рейтинг равный 95 % на основе отзывов от 193 критиков, со средним баллом 8,6 из 10. На сайте Metacritic оценка фильма, основанная на 41 отзыве, составила 88/100. Журнал Empire дал картине пять «звёзд» из пяти.

## Исторические неточности
Король Георг V перечисляя опасности для европейской цивилизации накануне Второй мировой войны, называет Сталина «маршалом». В действительности воинское звание Маршала Советского Союза было присвоено И. В. Сталину в 1943 году.

## Награды и номинации
| Награды и номинации                  | Награды и номинации                  | Награды и номинации                                              | Награды и номинации | Награды и номинации |
| Награда                              | Категория                            | Номинант                                                         | Результат           |                     |
| ------------------------------------ | ------------------------------------ | ---------------------------------------------------------------- | ------------------- | ------------------- |
| Золотой глобус                       | Лучший фильм (драма)                 | Том Хупер                                                        | Номинация           |                     |
| Золотой глобус                       | Лучший режиссёр                      | Том Хупер                                                        | Номинация           |                     |
| Золотой глобус                       | Лучший актёр (драма)                 | Колин Фёрт                                                       | Победа              |                     |
| Золотой глобус                       | Лучший актёр второго плана           | Джеффри Раш                                                      | Номинация           |                     |
| Золотой глобус                       | Лучшая актриса второго плана         | Хелена Бонэм Картер                                              | Номинация           |                     |
| Золотой глобус                       | Лучший сценарий                      | Дэвид Сайдлер                                                    | Номинация           |                     |
| Золотой глобус                       | Лучшая музыка к фильму               | Александр Деспла                                                 | Номинация           |                     |
| Британская академия                  | Лучший фильм                         | Иэн Каннинг, Эмиль Шерман, Гарет Анвин                           | Победа              |                     |
| Британская академия                  | Лучший британский фильм              | Том Хупер, Дэвид Сайдлер, Иэн Каннинг, Эмиль Шерман, Гарет Анвин | Победа              |                     |
| Британская академия                  | Лучший режиссёр                      | Том Хупер                                                        | Номинация           |                     |
| Британская академия                  | Лучший актёр                         | Колин Фёрт                                                       | Победа              |                     |
| Британская академия                  | Лучший актёр второго плана           | Джеффри Раш                                                      | Победа              |                     |
| Британская академия                  | Лучшая актриса второго плана         | Хелена Бонэм Картер                                              | Победа              |                     |
| Британская академия                  | Лучший оригинальный сценарий         | Дэвид Сайдлер                                                    | Победа              |                     |
| Британская академия                  | Лучшая музыка к фильму               | Александр Деспла                                                 | Победа              |                     |
| Британская академия                  | Лучшая операторская работа           | Дэниэл Коэн                                                      | Номинация           |                     |
| Британская академия                  | Лучший грим                          | Фрэнсис Хэннон                                                   | Номинация           |                     |
| Британская академия                  | Лучший дизайн костюмов               | Дженни Беван                                                     | Номинация           |                     |
| Британская академия                  | Лучшая работа художника-постановщика | Ив Стюарт, Джуди Фарр                                            | Номинация           |                     |
| Британская академия                  | Лучший монтаж                        | Тарик Анвар                                                      | Номинация           |                     |
| Британская академия                  | Лучший звук                          | Джон Мидгли, Ли Уолпол, Пол Хэмблин                              | Номинация           |                     |
| Оскар                                | Лучший фильм                         | Эмиль Шерман, Иэн Каннинг, Гарет Анвин                           | Победа              |                     |
| Оскар                                | Лучшая режиссёрская работа           | Том Хупер                                                        | Победа              |                     |
| Оскар                                | Лучшая мужская роль                  | Колин Фёрт                                                       | Победа              |                     |
| Оскар                                | Лучшая мужская роль второго плана    | Джеффри Раш                                                      | Номинация           |                     |
| Оскар                                | Лучшая женская роль второго плана    | Хелена Бонэм Картер                                              | Номинация           |                     |
| Оскар                                | Лучший оригинальный сценарий         | Дэвид Сайдлер                                                    | Победа              |                     |
| Оскар                                | Лучшая музыка к фильму               | Александр Деспла                                                 | Номинация           |                     |
| Оскар                                | Лучшая операторская работа           | Дэниэл Коэн                                                      | Номинация           |                     |
| Оскар                                | Лучшая работа художника-постановщика | Ив Стюарт, Джуди Фарр                                            | Номинация           |                     |
| Оскар                                | Лучший дизайн костюмов               | Дженни Беван                                                     | Номинация           |                     |
| Оскар                                | Лучший монтаж                        | Тарик Анвар                                                      | Номинация           |                     |
| Оскар                                | Лучший звуковой монтаж               | Пол Хэмблин, Мартин Дженсен, Джон Миджли                         | Номинация           |                     |
| Аманда                               | Лучший зарубежный фильм              | Том Хупер                                                        | Номинация           |                     |
| Премия британского независимого кино | Лучший британский независимый фильм  | Эмиль Шерман, Иэн Каннинг, Гарет Анвин                           | Победа              |                     |
| Премия британского независимого кино | Лучший режиссёр                      | Том Хупер                                                        | Номинация           |                     |
| Премия британского независимого кино | Лучший сценарий                      | Дэвид Сайдлер                                                    | Победа              |                     |
| Премия британского независимого кино | Лучший актёр                         | Колин Фёрт                                                       | Победа              |                     |
| Премия британского независимого кино | Лучший актёр второго плана           | Джеффри Раш                                                      | Победа              |                     |
| Премия британского независимого кино | Лучшая актриса второго плана         | Хелена Бонэм Картер                                              | Победа              |                     |
| Премия британского независимого кино | Лучший актёр второго плана           | Гай Пирс                                                         | Номинация           |                     |
| Премия британского независимого кино | Лучшее техническое достижение        | Ив Стюарт (за работу художника)                                  | Номинация           |                     |
| Давид ди Донателло                   | Лучший фильм Европейского Союза      | Том Хупер                                                        | Победа              |                     |
| Премия Гильдии кинорежиссёров США    | Выдающееся режиссёрское достижение   | Том Хупер                                                        | Победа              |                     |
| European Film Awards                 | Лучший фильм                         | Том Хупер, Дэвид Сайдлер, Эмиль Шерман, Иэн Каннинг, Гарет Анвин | Номинация           |                     |
| European Film Awards                 | Лучший актёр                         | Колин Фёрт                                                       | Победа              |                     |
| European Film Awards                 | Лучший монтаж                        | Тарик Анвар                                                      | Победа              |                     |
| European Film Awards                 | Лучший композитор                    | Александр Деспла                                                 | Номинация           |                     |
| European Film Awards                 | Лучший фильм по мнению зрителей      | Том Хупер                                                        | Победа              |                     |
| Гойя                                 | Лучший европейский фильм             | Том Хупер                                                        | Победа              |                     |
| Независимый дух                      | Лучший зарубежный фильм              | Том Хупер                                                        | Победа              |                     |
| Премия Гильдии киноактёров США       | Лучшая мужская роль                  | Колин Фёрт                                                       | Победа              |                     |
| Премия Гильдии киноактёров США       | Лучшая мужская роль второго плана    | Джеффри Раш                                                      | Номинация           |                     |
| Премия Гильдии киноактёров США       | Лучшая женская роль второго плана    | Хелена Бонэм Картер                                              | Номинация           |                     |
| Премия Гильдии киноактёров США       | Лучший актёрский ансамбль            |                                                                  | Победа              |                     |